# Decreto contra la esclavitud, las gabelas y el papel sellado
El Decreto contra la esclavitud, las gabelas y el papel sellado fue expedido el 6 de diciembre de 1810 en Guadalajara, Nueva Galicia (hoy Jalisco) por el jefe del ejército insurgente Miguel Hidalgo y Costilla, en donde se declaró abolida la esclavitud en América, dentro del marco de la Guerra de Independencia de México.

## Historia
Tras el inicio de la lucha por la independencia de la Nueva España iniciada en septiembre de 1810 con el Grito de Dolores, Hidalgo comenzó su avance desde Dolores, Guanajuato y posteriormente a la toma de Celaya se dirigió a Valladolid (hoy Morelia) donde se emitió un primer bando el 19 de octubre de 1810, donde exhortaba a «todos los dueños de esclavos y esclavas» a la liberación de los mismos, bajo pena capital y confiscación de bienes en caso de incumplimiento, sin embargo dicho bando fue expedido por José María Anzorena a petición de Miguel Hidalgo, pero no por él mismo, y no gozó de tanta difusión como el segundo, el cual, contó con el beneficio de la imprenta.
Mientras Hidalgo se encuentra en Valladolid, la ciudad de Guadalajara es tomada por José Antonio Torres y la rinde al "generalísimo". Durante su estancia en esta ciudad, el 6 de diciembre de 1810, expide un bando desde el Palacio de la Real Audiencia donde, entre otros conceptos, declara abolida la esclavitud y de ciertos tributos que pesaban sobre los indígenas y las castas.

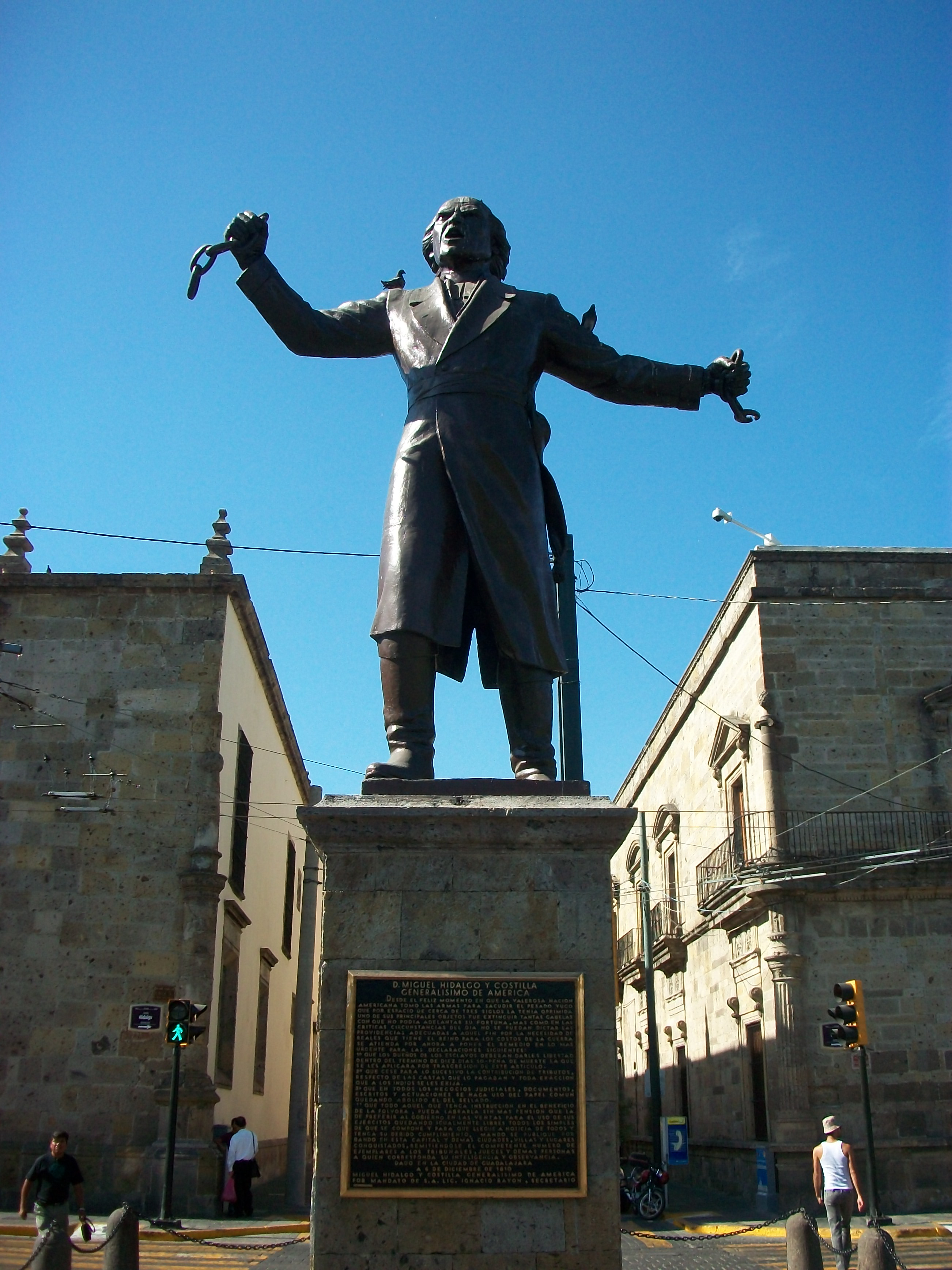
"Hidalgo rompiendo las cadenas de esclavitud". Estatua que conmemora la expedición del bando de Miguel Hidalgo, ubicada en la Plaza de la Liberación, en Guadalajara, Jalisco. A los pies del monumento, se encuentra una placa con el texto del bando.

El bando es firmado por Hidalgo como "Generalísimo de América", título que había recibido por aclamación en Acámbaro. De inicio, el documento consta de un premio en donde se justifica la abolición de los impuestos (gabelas) como uno de los «principales objetos» de la lucha armada:

Desde el feliz momento en que la valerosa nación americana tomó las armas para sacudir el pesado yugo, que por espacio de cerca de tres siglos la tenía oprimida, uno de sus principales objetos fue extinguir tantas gabelas con que no podía adelantar su fortuna, mas como en las críticas circunstancias del día no se puedan dictar las providencias adecuadas a aquel fin, por la necesidad de reales que tiene el reino para los costos de la guerra, se atienda por ahora a poner el remedio en lo más urgente para las declaraciones siguientes
Bando de Miguel Hidalgo declarando la libertad de los esclavos del 6 de diciembre de 1810.

Posterior al premio del bando, en su parte normativa, comprende cuatro artículos que decretan cada uno lo siguiente:
1. El primero abolía la esclavitud otorgando a los «dueños de esclavos» un término de diez días para liberar a sus esclavos, o pena de muerte a quien transgrediera dicho artículo.
2. El segundo abolía los tributos y exacciones que pesaban sobre los indígenas y castas.
3. El tercero abolía el uso de «papel sellado» en negocios
4. El cuarto y último establecía la libertad en el trabajo de la pólvora para todas las personas.

El documento cierra con la orden de promoción del documento «para que llegue a noticia de todos, y tenga su debido cumplimiento» mediante su publicación en Guadalajara y «demás ciudades, villas y lugares conquistados». Al calce obra Ignacio López Rayón como secretario de Hidalgo.

## Alcances
Con la abolición de la esclavitud, Hidalgo legitima por primera vez la igualdad legal, a la vez que inicia la lucha antiesclavista en América. Ello le otorga un sesgo social y de emancipación política e, igualmente, de soberanía al legislar a nombre del pueblo.
La abolición de los impuestos en materia de pólvora y papel sellado pretendía evitar monopolios y otorgar igualdad económica. Respecto a la abolición de la esclavitud y de las castas la proscripción del sello de inferioridad otorgó igualdad jurídica y política a todos los mexicanos.